# Проспект Героїв (Дніпро)
Проспект Героїв знаходиться у Соборному районі міста Дніпро.

## Опис
Має форму півмісяця. Початок на площі Перемоги, у місці перелому Набережної Перемоги й початку Космічної вулиці. Кінець знаходиться на південному сході від початку на перехресті з вулицею Мільмана й провулком Добровольців. Довжина проспекту — 2400 метрів.

## Історія
Проспект Героїв забудований у 1970-76 роках як одна з головних вулиць житлового району Лоцманського (з 1975 року — житлові масиви Перемога-4, 5 та 6).

## Будівлі
- № 1 й № 1б — перші радянські дніпропетровські хмарочоси «Свічки» (28-ми та 29-ти поверхові житлові будівлі),
- № 4 — Городское отделение милиции № 6,
- № 12 — «Китайська стіна»,
- № 14т — Виробничо-торговельне об'єднання «Дніпроліфт»,
- № 22 — Міська поліклініка № 2,
- № 29 — Спеціалізована природно-математична школа № 111,
- № 34 — Дитяча музична щкола № 19,
- № 38а — Школа (гімназія) № 130,
- № 50/1 — Церква святого Миколая УПЦ-МП.

## Перехресні вулиці
- Набережна Перемоги
- площа Перемоги
- Космічна вулиця
- бульвар Слави
- вулиця Генерала Капустянського
- Штабний провулок
- провулок Добровольців
- вулиця Мільмана

## Транспорт
Тролейбусні маршрути № 10 та 12 прокладені у першій половині проспекту до бульвару Слави.